# Frédérique Ries

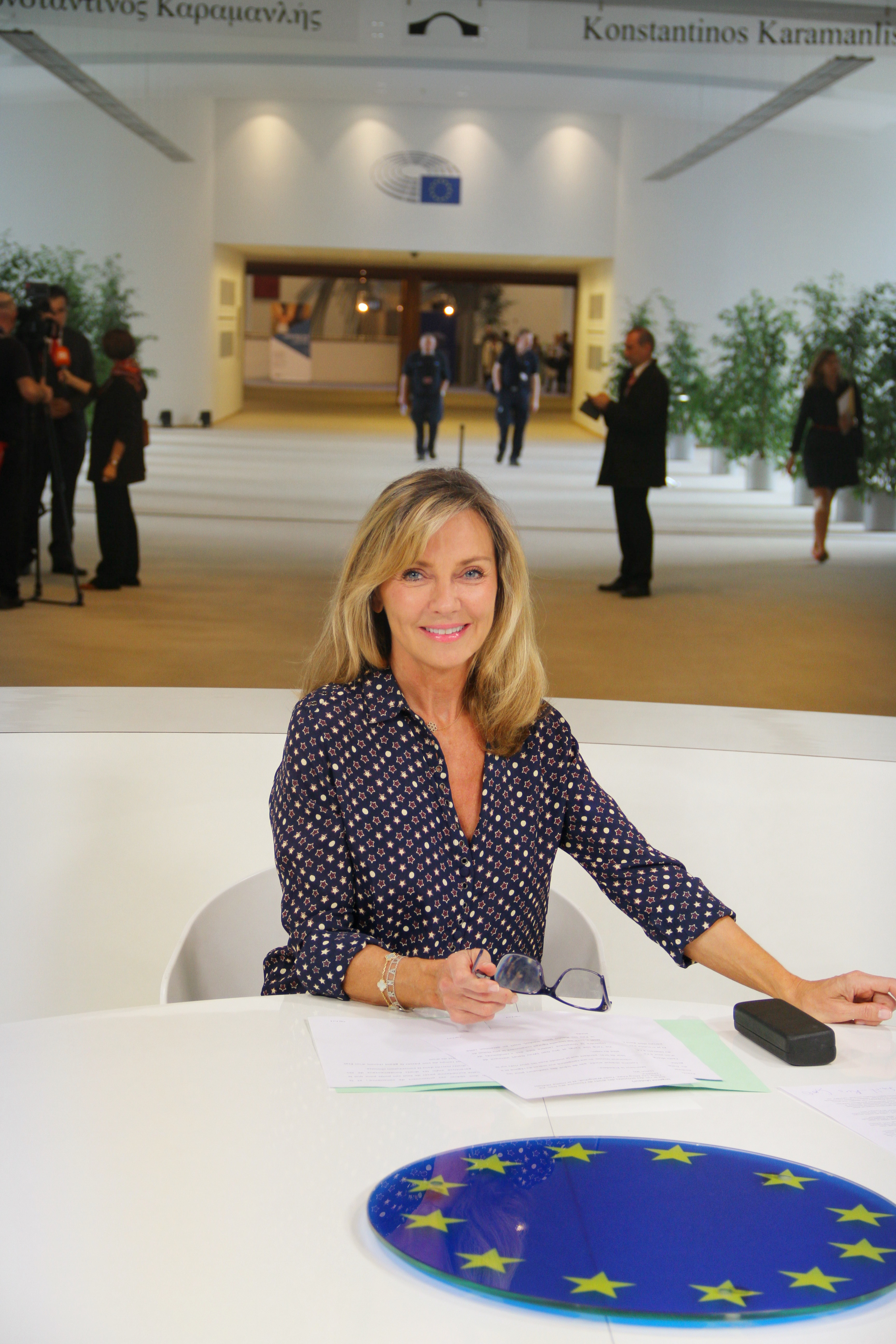
Frédérique Ries (2018)

Frédérique Ries (* 14. Mai 1959 in Balen) ist eine belgische Politikerin für das Mouvement Réformateur (MR). Ries ist seit 1999 Mitglied des Europäischen Parlaments und wurde seitdem vier Mal (2004, 2009, 2014, 2019) wiedergewählt. Ihr politischer Schwerpunkt liegt vor allem im Bereich der Umweltpolitik.

## Leben
Ries studierte Wirtschaftswissenschaften an der Universität Lüttich. 1981 erwarb sie ein Lizenziat in Journalistik an derselben Universität. Ries war von 1981 bis 1984 als kaufmännische Leiterin des privaten Rundfunksenders FM56 tätig und von 1984 bis 1987 als Produzentin und Moderatorin bei RTL-TV Luxemburg. Anschließend war sie bis 1998 als Journalistin bei RTL TVI tätig.
1999 wurde Ries das erste Mal für das Wahlbündnis Parti réformateur libéral/Front démocratique des francophones (PRL-FDF) in das Europäische Parlament gewählt. Sie trat der Fraktion der Allianz der Liberalen und Demokraten für Europa (ALDE) bei, für die sie Mitglied im Ausschuss für Umweltfragen, Volksgesundheit und Verbraucherpolitik sowie stellvertretendes Mitglied im Ausschuss für Kultur, Jugend, Bildung, Medien und Sport war. Für eine kurze Unterbrechung – von Februar bis Juli 2004 – übte sie ihr Mandat nicht aus, da sie in der Regierung Verhofstadt II, nachdem Jacques Simonet (MR) zum Ministerpräsidenten der Region Brüssel-Hauptstadt gewählt wurde, das Amt der Staatssekretärin für Europäische und Auswärtige Angelegenheiten übernahm.
2004 wurde Ries wieder ins Europäische Parlament gewählt, sie trat zusammen mit ihren Kollegen Gérard Deprez und Antoine Duquesne der ALDE-Fraktion bei. In der 6. Legislaturperiode (2004–2009) war Ries für ihre Fraktion Mitglied im Ausschuss für Umweltfragen, Volksgesundheit und Lebensmittelsicherheit sowie im Unterausschuss Menschenrechte. Des Weiteren war sie stellvertretendes Mitglied im Ausschuss für auswärtige Angelegenheiten.
Bei der Europawahl 2009 verteidigte Ries ihr Mandat und zog zusammen mit Spitzenkandidat Louis Michel ein. In der 7. Legislaturperiode (2009–2014) war sie für ihre Fraktion Mitglied im Ausschuss für Umweltfragen, öffentliche Gesundheit und Lebensmittelsicherheit sowie im Ausschuss für die Rechte der Frau und die Gleichstellung der Geschlechter (2009–2012). Im Ausschuss für Industrie, Forschung und Energie war sie stellvertretendes Mitglied.
2014 zog Ries erneut ins Europaparlament ein, gemeinsam mit Louis Michel und Gérard Deprez. In der 8. Legislaturperiode (2014–2019) war sie wieder für ihre Fraktion Mitglied im Ausschuss für Umweltfragen, öffentliche Gesundheit und Lebensmittelsicherheit. Des Weiteren war sie Mitglied im Sonderausschuss für das Genehmigungsverfahren der EU für Pestizide, dem sie als stellvertretende Vorsitzende vorsaß, sowie stellvertretendes Mitglied im Ausschuss für internationalen Handel und Haushaltskontrollausschuss. In der Legislatur war sie unter anderem Berichterstatterin des Europäischen Parlaments für die GVO-Richtlinie zur Änderung der Richtlinie von 2001 im Hinblick auf die Möglichkeit der Mitgliedstaaten, den Anbau von GVO in ihrem Hoheitsgebiet einzuschränken oder zu verbieten. Ebenso war sie ab Mai 2018 Berichterstatterin des Parlaments für die Umsetzung der Ökodesign-Richtlinie, einem ökologischen Konzept, das darauf abzielt, negative Umweltauswirkungen über den gesamten Lebenszyklus des Produkts zu reduzieren.
Für die Europawahl 2019 kandidierte sie für den zweiten Platz des MR, hinter Spitzenkandidat Olivier Chastel. Die Partei errang 2 (statt wie zuvor 3) Mandate. Chastel und Ries trat der neugegründeten Fraktion Renew Europe bei, die größtenteils der vorherigen ALDE-Fraktion entspricht. Die Fraktionsmitglieder wählten sie zu einer der stellvertretenden Vorsitzenden der Fraktion. Für Renew Europe ist sie Mitglied im Ausschuss für Umweltfragen, öffentliche Gesundheit und Lebensmittelsicherheit sowie im Petitionsausschuss. Sie ist stellvertretendes Mitglied im Ausschuss für auswärtige Angelegenheiten und im Unterausschuss Menschenrechte.